# Линдстрём, Юаким
Юаким Линдстрём (швед. Joakim Lindström; род. 5 декабря 1983, Шеллефтео) — шведский хоккеист, нападающий «Шеллефтео», выступающего в ШХЛ.

## Карьера
Юаким Линдстрём начал свою карьеру в клубе МОДО. В 2001 году он был выбран во 2-м раунде под общим 41-м номером клубом «Коламбус Блю Джекетс». В 2005 году Юаким перебрался в Америку, но сперва выступал за фарм-клуб «Блю Джекетс». 6 февраля 2008 года он сыграл свой первый матч в Национальной хоккейной лиге за «Блю Джекетс» против «Лос-Анджелес Кингз». Он также играл за «Финикс Койотис» и «Колорадо Эвеланш» в НХЛ.